# برد ملداو
بردفورد الکساندر ملداو (به انگلیسی: Bradford Alexander Mehldau)، معروف به برد ملداو (به انگلیسی: Brad Mehldau) (زادهٔ ۲۳ اوت ۱۹۷۰) پیانونواز و آهنگ‌سازِ آمریکاییِ جاز است.
ملداو در دانشگاه نیو اسکول درس موسیقی خواند، و هم‌زمان تدریس خصوصی و ضبط نیز می‌نمود.
وی، با استفاده از عناصر مرسوم جاز اما بدون محصور شدن در آنها، نواختن ملودی‌های متفاوت در هر دست، و به کارگیریِ قطعات موسیقی راک و پاپ، توانست تأثیر فراوانی در نویسندگی، نوازندگی و انتخاب کار بر روی موسیقیدانان دیگر داشته باشد.